# Barrio Puente de Madera
Barrio Puente de Madera es un barrio del municipio de Cipolletti, Departamento General Roca, Provincia de Río Negro, Argentina. Se encuentra 5 km al este del centro de Cipolletti, desarrollándose linealmente junto al canal principal de riego, 2 km al norte del Barrio Puente 83, con el cual se encuentra conurbado. Limita al sur con la calle Maestro Espinosa (donde se encuentra el puente que da nombre al barrio y al este con General Fernández Oro.
Frente a un sector del barrio se construyó la planta de tratamiento de líquidos cloacales, la cual generó malestar entre sus vecinos por los olores que emana, e incluso obligó a promover el traslado de 60 viviendas para dejarlas como espacio verde. Cuenta con un Centro de Promoción Comunitario.

## Población
En el censo nacional de 2010 se la incluyó dentro de la aglomeración de Barrio Puente 83, la misma cuenta con 2,512 habitantes (Indec, 2010).